# العلاقات الإيرانية الباهاماسية
العلاقات الإيرانية الباهاماسية هي العلاقات الثنائية التي تجمع بين إيران وباهاماس.

## مقارنة بين البلدين
هذه مقارنة عامة ومرجعية للدولتين:
| وجه المقارنة                                              | إيران                    | باهاماس      |
| --------------------------------------------------------- | ------------------------ | ------------ |
| المساحة (كم2)                                             | 1.65 مليون               | 13.88 ألف    |
| عدد السكان (نسمة)                                         | 79.97 مليون              | 395.36 ألف   |
| الكثافة السكانية (ن./كم²)                                 | 48.47                    | 28.48        |
| العاصمة                                                   | طهران                    | ناساو        |
| اللغة الرسمية                                             | لغة فارسية               | لغة إنجليزية |
| العملة                                                    | ريال إيراني              | دولار بهامي  |
| الناتج المحلي الإجمالي (بليون دولار)                      | 439.51 مليار             | 12.16 مليار  |
| الناتج المحلي الإجمالي (تعادل القوة الشرائية) بليون دولار | 1.36 تريليون             | 8.92 مليار   |
| الناتج المحلي الإجمالي الاسمي للفرد دولار أمريكي          |                          | 22.82 ألف    |
| الناتج المحلي الإجمالي للفرد دولار أمريكي                 |                          |              |
| مؤشر التنمية البشرية                                      | 0.766                    | 0.790        |
| رمز المكالمات الدولي                                      | +98                      | +1242        |
| رمز الإنترنت                                              | .ir،                     | .bs          |
| المنطقة الزمنية                                           | ت ع م+03:30، توقيت إيران | 00           |

## منظمات دولية مشتركة
يشترك البلدان في عضوية مجموعة من المنظمات الدولية، منها:
| علم المنظمة | اسم المنظمة                        | تاريخ انضمام إيران | تاريخ انضمام باهاماس |
| ----------- | ---------------------------------- | ------------------ | -------------------- |
|             | مؤسسة التنمية الدولية              | 10 أكتوبر 1960     | 23 يونيو 2008        |
|             | يونسكو                             | 6 سبتمبر 1948      | 23 أبريل 1981        |
|             | وكالة ضمان الاستثمار متعدد الأطراف | 15 ديسمبر 2003     | 4 أكتوبر 1994        |
|             | الأمم المتحدة                      | 24 أكتوبر 1945     | 18 سبتمبر 1973       |
|             | الفريق المعني برصد الأرض           | ?                  | ?                    |
|             | الاتحاد البريدي العالمي            | ?                  | ?                    |
|             | البنك الدولي للإنشاء والتعمير      | 29 ديسمبر 1945     | 21 أغسطس 1973        |
|             | منظمة حظر الأسلحة الكيميائية       | ?                  | ?                    |
|             | مؤسسة التمويل الدولية              | 28 ديسمبر 1956     | 8 ديسمبر 1986        |
|             | منظمة الشرطة الجنائية الدولية      | ?                  | ?                    |

## وصلات خارجية
- موقع وزارة الخارجية الإيرانية